# Логарифмічний розподіл
Логарифмічний розподіл в теорії імовірності — клас дискретних розподілів, що використовується в різних додатках, включаючи математичну генетику і фізику.

## Означення
Нехай розподіл випадкової величини {\displaystyle Y} задається функцією ймовірності:
{\displaystyle p_{Y}(k)\equiv \mathbb {P} (Y=k)=-{\frac {1}{\ln(1-p)}}{\frac {p^{k}}{k}},\;k=1,2,3,\ldots },
де {\displaystyle 0<p<1}. 
Тоді кажуть, що {\displaystyle Y} має логарифмічний розподіл з параметром {\displaystyle p}.
Пишуть: {\displaystyle \ Y\sim \mathrm {Log} (p)}.
Функція розподілу випадкової величини {\displaystyle Y} кусково-постійна зі стрибками в натуральних точках: 
{\displaystyle F_{Y}(y)=\left\{{\begin{matrix}0,&y<1&\\1+{\frac {\mathrm {B} _{p}(k+1,0)}{\ln(1-p)}},\;&y\in [k,k+1),\;&k=1,2,3,\ldots \end{matrix}}\right.},
де {\displaystyle \mathrm {B} _{p}} — неповна бета-функція.

## Зауваження
Те, що функція {\displaystyle p_{Y}(k)} дійсно є функцією ймовірності деякого розподілу, випливає з розкладу логарифма в ряд Тейлора:
{\displaystyle \ln(1-p)=\sum \limits _{k=1}^{\infty }\left[-{\frac {p^{k}}{k}}\right],\;0<p<1},
звідки
{\displaystyle \sum \limits _{k=1}^{\infty }p_{Y}(k)=1}.

## Моменти
Твірна функція моментів випадкової величини {\displaystyle Y\sim \mathrm {Log} (p)} задається формулою
{\displaystyle M_{Y}(t)={\frac {\ln \left[1-pe^{t}\right]}{\ln[1-p]}}},
звідки
{\displaystyle \mathbb {E} [Y]=-{\frac {1}{\ln(1-p)}}{\frac {p}{1-p}}},
{\displaystyle \mathrm {D} [Y]=-p\;{\frac {p+\ln(1-p)}{(1-p)^{2}\,\ln ^{2}(1-p)}}.}

## Зв'язок з іншими розподілами
Пуассонівська сума незалежних логарифмічних випадкових величин має від'ємний біноміальний розподіл.
Нехай {\displaystyle \{X_{i}\}_{i=1}^{n}} послідовність незалежних однаково розподілених випадкових величин, таких що 
{\displaystyle X_{i}\sim \mathrm {Log} (p),\;i=1,2,\ldots }. Нехай {\displaystyle N\sim \mathrm {P} (\lambda )} — Пуассонівська випадкова величина. Тоді
{\displaystyle Y=\sum \limits _{i=1}^{N}X_{i}\sim \mathrm {NB} .}